# Doom: The Boardgame

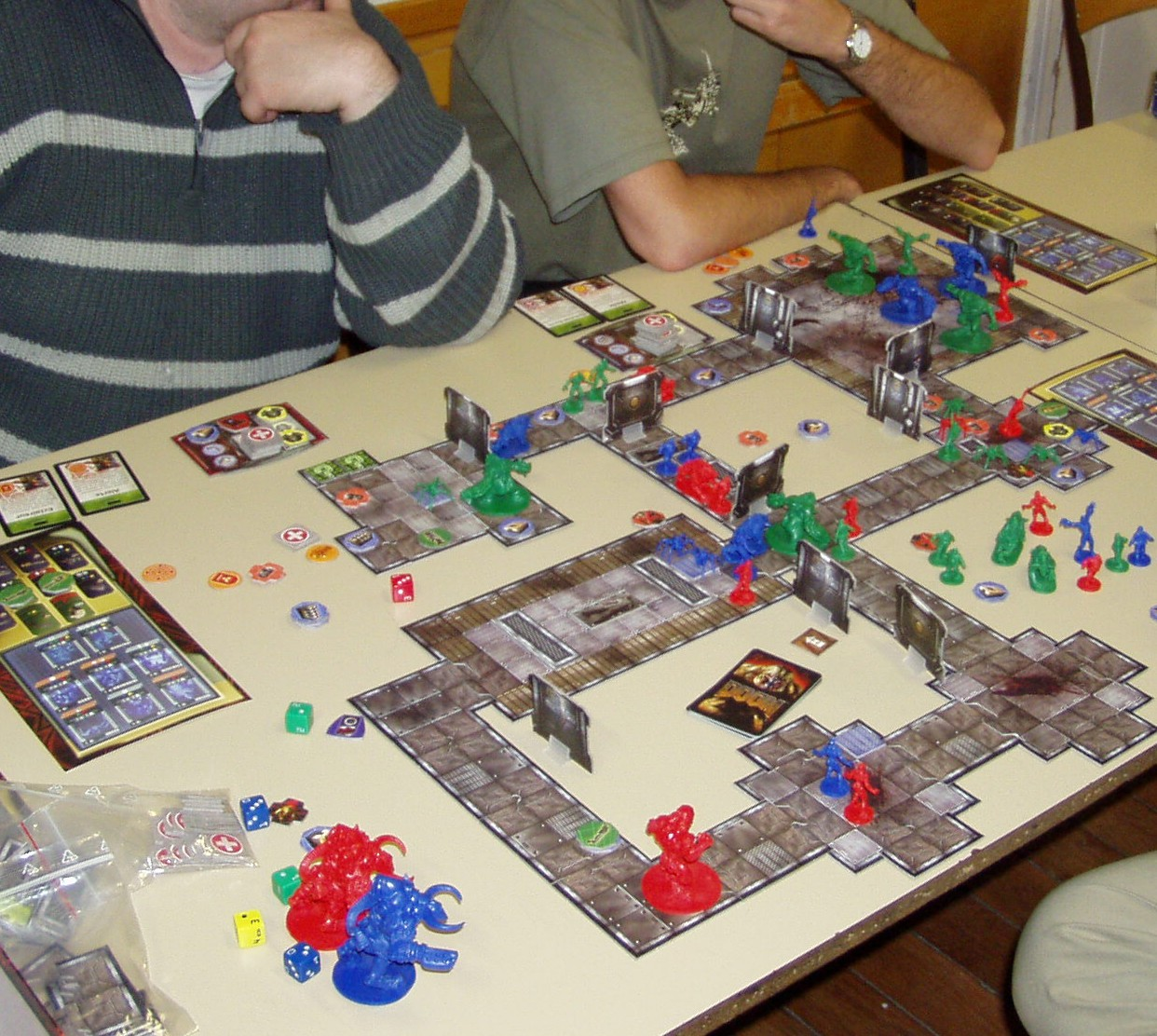
進行中のゲーム

Doom: The Boardgame（ドゥーム：ボードゲーム）は、ケビン・ウィルソンがデザインし、2004年にFantasy Flight Gamesが発売した2〜4人（2016年版では2〜5人）向けのアドベンチャーボードゲーム。本作はファーストパーソン・シューティングゲームのDoomシリーズをベースとしているが、最初の2つのDoomゲームよりも『Doom 3』に似ている。
2005年にゲームの拡張セット「Doom：The Boardgame Expansion Set」が発売された。この拡張セットはゲームに難易度と新たな駒を追加し、オリジナルルールの一部とデスマッチとキャプチャー・ザ・フラッグのプレイルールをアップデートする。
2005年、Fantasy FlightはDoomゲームをベースにした「Descent：Journeys in the Dark」を発売した。その後まもなくして同社はDoomの製造を中止した。
2016年にFantasy Flightが発売したアップデート版は同年に発売されたリブート作『DOOM』に似ている。

## ゲームプレイ
Doom: The Boardgameのプレイヤーはインベーダーとマリーンの2つのチームの1つになる。すべてのインベーダーの駒は1人のプレイヤーによって制御され、残りのプレイヤーはそれぞれ1つのマリーンの駒を動かす。各ゲームを開始する前に、プレイヤーはプレイするシナリオを選択する必要がある。5つのシナリオで構成されるキャンペーンがゲームに含まれており、さらに多くのシナリオがフリーウェアシナリオエディターを使用して作成されている。インベーダーを操作しているプレイヤーは6つのフラグを取得すると勝利となり、マリーン側は出口に到達すると勝利となる。マリーンが死亡すると、インベーダーに「フラグ」が付与される。マリーンが死亡した場合、殺された場所から8～16スペース離れた場所でリスポーンしなければならない。一般的な意見として、本作は特に4人プレイヤーの時に（フラグを多く獲得できる）インベーダー有利に偏っていると主張される。ゲームデザイナーのケビン・ウィルソンは、どのチームでプレーしても同じように勝つことができると主張している。多くのボードゲームと同様に、ハウスルール（コンピュータゲームのテーマに合わせて「mod」と呼ばれる）を開発して、ゲームをプレイヤーの好みに合わせて調整するのが一般的である。